# علی رزمجو
علی رزمجو سرتیپ سپاه پاسداران انقلاب اسلامی است،  که از اردیبهشت ۱۴۰۴ به‌عنوان مشاور فرمانده کل سپاه پاسداران فعالیت می‌کند. وی در فاصله سال‌های ۱۳۹۶ تا ۱۴۰۴ فرمانده سپاه امام صادق بوشهر بود.
رزمجو فعالیت نظامی را از سال ۱۳۵۹ در سپاه پاسداران آغاز کرد و در خلال جنگ ایران و عراق از فرماندهان تیپ ۱۳ امیرالمؤمنین بود.
او از ۱۳۸۳ تا ۱۳۸۵ به‌عنوان فرمانده سپاه استان بوشهر (فرمانده منطقه بسیج استان بوشهر) فعالیت می‌کرد. وی در مهرماه ۱۳۸۵ به نیروی دریایی سپاه پاسداران منتقل شد و در فاصله سالهای ۱۳۸۵ تا ۱۳۹۶ برای مدت بیش از ۱۱ سال، فرماندهی منطقه دوم دریایی نوح نبی ندسا را برعهده داشت. رزمجو در سال ۱۳۹۴ به دلیل دستگیری ملوانان آمریکایی در آب‌های خلیج فارس، نشان فتح دریافت کرد. 
رزمجو در سال ۱۳۹۶ برای مدت کوتاهی معاونت بازرسی نیروی دریایی سپاه پاسداران را برعهده داشت و از مردادماه ۱۳۹۶ تا اردیبهشت ۱۴۰۴ فرمانده سپاه استان بوشهر بود. وی در سال ۱۳۸۴ درجه سرتیپ‌دومی و در سال ۱۴۰۱ درجه سرتیپی دریافت کرد.